# Casa Ernest Ferrer
La Casa Ernest Ferrer és un edifici de València, construït entre 1910 i 1912 per l'arquitecte Francesc Almenar Quinzà.
Es tracta d'un gran edifici construït a principis del segle xx, situat a la plaça de l'Ajuntament, a la cantonada del carrer de les Barques. L'estil és eclèctic, amb detalls decoratius d'inspiració francesa i de modernisme valencià. Amb una alçada de cinc plantes, destaca la seva façana en xamfrà, dividida en tres cossos verticals amb balconades d'obra i de ferro, rematada amb una cúpula amb llanterna. També coneguda com a Casa Peñalver, el nom de Casa Ernest Ferrer li va venir de la ferreteria d'aquest nom que va ocupar els baixos durant la seva primera època.
Al final de la dècada de 1970, els propietaris van demanar a l'Ajuntament el permís per enderrocar la Casa Ernest Ferrer, situada just davant de la casa de la ciutat. Aleshores, l'alcalde de la ciutat, Miquel Ramon Izquierdo, va negar-los el permís, atesa la bellesa de l'edifici. Portat el tema a la via judicial, la sentència va resoldre a favor dels propietaris. Aleshores, l'alcalde va demanar amb la màxima urgència que el Ministeri de Cultura del govern espanyol declarés tota la plaça de l'Ajuntament com a Conjunt històricoartístic per impedir l'enderrocament. En menys de 48 hores, el 24 de maig de 1977, el Ministeri comunicà l'inici de l'expedient de declaració, amb la qual cosa es preservava l'edifici.